# Independiente Foot-Ball Club
L'Independiente Foot-Ball Club è una società calcistica con sede a Asunción in Paraguay.
Fondato nel 1925 il club milita nella División Intermedia (Paraguay).

## Organico

### Rosa 2013
| N. |                      | Ruolo | Calciatore           |
| -- | -------------------- | ----- | -------------------- |
| 3  | Paraguay (bandiera)  | D     | Rolando Bogado       |
| 5  | Paraguay (bandiera)  | D     | Richard Salinas      |
| 6  | Paraguay (bandiera)  | C     | Luis Miño            |
| 8  | Uruguay (bandiera)   | C     | Luis Daniel Cupla    |
| 10 | Paraguay (bandiera)  | C     | Pericles Pintos      |
| 11 | Argentina (bandiera) | A     | Imanol Iriberri      |
| 13 | Paraguay (bandiera)  | C     | José Báez            |
| 14 | Paraguay (bandiera)  | D     | Miguel Almirón       |
| 17 | Paraguay (bandiera)  | C     | Carlos González      |
| 19 | Argentina (bandiera) | C     | Emanuel Biancucchi   |
| 20 | Paraguay (bandiera)  | A     | Carlos Ayala         |
| 21 | Paraguay (bandiera)  | D     | Blas Ariel Coronel   |
| 33 | Paraguay (bandiera)  | P     | Derlis Gómez         |
| -- | Paraguay (bandiera)  | P     | José Acosta          |
| -- | Paraguay (bandiera)  | P     | Acelo Garcete        |
| -- | Bolivia (bandiera)   | D     | Leandro Gareca       |
| -- | Argentina (bandiera) | D     | Juan Martín Cadelago |

| N. |                      | Ruolo | Calciatore      |
| -- | -------------------- | ----- | --------------- |
| -- | Paraguay (bandiera)  | D     | Rodolfo Guillén |
| -- | Paraguay (bandiera)  | D     | Rody Martínez   |
| -- | Paraguay (bandiera)  | D     | Fidel Miño      |
| -- | Paraguay (bandiera)  | D     | Juan Cardozo    |
| -- | Venezuela (bandiera) | C     | Sergio Álvarez  |
| -- | Paraguay (bandiera)  | C     | José Mereles    |
| -- | Paraguay (bandiera)  | C     | Edgar Acosta    |
| -- | Paraguay (bandiera)  | C     | Fidencio Oviedo |
| -- | Paraguay (bandiera)  | A     | Julio Aguilar   |
| -- | Paraguay (bandiera)  | A     | Iván Barrios    |
| -- | Paraguay (bandiera)  | A     | Óscar Díaz      |
| -- | Paraguay (bandiera)  | A     | Gustavo Torales |
| -- | Paraguay (bandiera)  | A     | Richard Leite   |
| -- | Paraguay (bandiera)  | A     | Hugo Brítez     |
| -- | Brasile (bandiera)   | A     | Emerson         |

## Palmarès
Tercera División (4): 1962, 1975, 1980, 2001